# Leon Abramowicz
Leon Abramowicz (* 18. März 1889 in Czernowitz; † 15. Februar 1978 in Wien) war ein aus Nazi-Österreich emigrierter jüdischer österreichischer Maler der verschollenen Generation.

## Leben und Werk
Abramowicz kam aus einer jüdischen Familie in der Bukowina in der österreichisch-ungarischen Monarchie. Sein Vater arbeitete als Fleischhauer. Sein Bruder war der als „Caruso der Operette“ gefeierte Serge Abranovic (Künstlername; † 1942 in Warschau). Abramowicz studierte Malerei an der Akademie der bildenden Künste Wien und von 1912 bis 1914 an der Königlichen Kunstakademie München bei Karl Raupp und bei Ludwig von Herterich.
Nach der Teilnahme am Ersten Weltkrieg als Soldat der österreichischen Armee lebte Abramowicz in der Schweiz und in Frankreich und seit den 1920er Jahren in Wien und betätigte sich als freischaffender Maler. Von 1933 bis 1935 studierte er an der Wiener Akademie bei Karl Sterrer. Danach ließ er sich in Wien als freischaffender Maler und Grafiker nieder. Er war bald erfolgreich und erhielt u. a. Aufträge aus den USA, vor allem für Porträts. Das ermöglichte es ihm, sich ein Atelier in der Wiener Prinz-Eugen-Straße zu mieten und für sich und seine Frau Maria, geb. Prenosyl (* 1907), eine Wohnung in der Schottenbastei 16 in der Wiener Innenstadt zu kaufen. Nach dem Anschluss Österreichs an das nationalsozialistische Deutschland im März 1938 und mit der beginnenden Verfolgung von Juden waren er und seine Frau akut gefährdet. Abramowicz floh am 24. Mai 1938 nach Frankreich, seine Frau folgt ihm im Januar 1939. Ihre Wohnung mit dem gesamten Inventar wurde 1938 beschlagnahmt. Das Inventar der Wohnung und des Ateliers, darunter das gesamte künstlerische Werk seit 1918, schätzungsweise 600 Ölgemälde und 7000 Arbeiten auf Papier, Kopien nach alten Meistern, prachtvolle Originalkostüme, die Abramowicz für seine Arbeiten benutzt hatte, eine kleine Sammlung von Bildern moderner Maler und mehrere Projektions- und Fotoapparate wurde beschlagnahmt und zwangsweise veräußert. Der weitere Verbleib ist unbekannt.
Das Ehepaar kam nach der Flucht zunächst nach Nizza. Abramowicz freundete sich mit dem Maler Pierre Bonnard an, der ihn künstlerisch stark beeinflusste. 1940 wurden Abramowicz und seine Frau getrennt in Internierungslager gebracht. Mit Genehmigung der Präfektur von Grenoble erhielten sie als Opfer der Nazis dann aber eine Flüchtlingswohnung. Im Juli 1943 wurde die Frau von den Nazis gefasst und in das Konzentrationslager Gurs gebracht. Abramowicz wurde im August 1943 bei einer Razzia verhaftet, und er kam in ein Lager in Toulouse. Ihm und seiner Frau gelang die Flucht, und sie lebten mit Hilfe eines jüdischen Flüchtlingskomitees bis zur Befreiung des Landes im Untergrund.
Abramowicz arbeitete dann als freischaffender Maler in Paris. 1950 ging er mit seiner Frau zurück nach Wien, wo sie zurückgezogen lebten und Abramowicz als Maler arbeitete. Bis 1957 studierte er noch einmal als Gasthörer in den Meisterklassen für Malerei von Josef Dobrowsky und Robin Christian Andersen an der Wiener Akademie der Künste.
Abramowitz malte, stilistisch beeinflusst von Bonnard, Paul Cézanne, Oskar Kokoschka und Anton Faistauer, vor allem Stillleben, Porträts und Landschaften.
Bilder Abramowiczs sind auf dem internationalen Kunstmarkt präsent.

## Werke (Auswahl)
- Stillleben mit Rosen und Apfel (Öl auf Pappe, 45 × 55 cm, 1922; Museum Kunst der Verlorenen Generation, Salzburg)[3]
- Porträt Maria Abramowicz (Öl auf Karton, 381 × 47,3 cm, um 1948)[4]
- Selbstporträt (Öl auf Leinwand, 100 × 65 cm)[5]
- Blumenstillleben (Öl auf Leinwand, 80 × 60 cm; um 1935/1938)[6]
- Das Künstlerehepaar Abramowicz (Öl auf Leinwand, 63 × 46 cm)[7]
- Blumenstillleben (Öl auf Leinwand, 62,2 × 42,5 cm)[8]